# Rurambira
Rurambira är ett vattendrag i Burundi.   Det ligger i provinsen Ruyigi, i den centrala delen av landet, 80 kilometer öster om huvudstaden Bujumbura.
Omgivningarna runt Rurambira är en mosaik av jordbruksmark och naturlig växtlighet. Runt Rurambira är det ganska tätbefolkat, med 111 invånare per kvadratkilometer.